# Maxime Reymond
Pour les articles homonymes, voir Reymond.
Maxime Reymond, né à Lausanne le 20 septembre 1872 et mort en janvier 1951, est un archiviste cantonal, historien journaliste et personnalité politique vaudois.

## Biographie
Maxime Reymond entre à 15 ans comme stagiaire à la Gazette de Lausanne, puis de 1891 à 1941 comme chroniqueur de politique étrangère puis comme rédacteur à la Feuille d'Avis. Journaliste et historien, il est un des membres fondateurs de l'Association de la presse vaudoise qu'il préside à plusieurs reprises.
Radical, il est membre du Conseil communal de Lausanne de 1919 à 1943, président en 1932. Il siège aussi comme député au Grand Conseil entre 1921 et 1945. Catholique et militant, il fonde la Fédération catholique romande en 1893 et fonctionne comme secrétaire romand de l'Association populaire catholique de Suisse, rédigeant de nombreux articles à ce titre dans la Feuille d'Avis de Lausanne et dans l'Écho vaudois.
Féru d'histoire, Maxime Reymond laisse une œuvre considérable. Membre de l'association du Vieux-Lausanne, il participe en 1902 à la création de la Société vaudoise d'histoire et d'archéologie et alimente la Revue historique vaudoise de nombreuses études. Directeur intérimaire des Archives cantonales vaudoises de 1915 à 1935, il est également dès 1934 ès 1934 président de la Commission des fouilles de Vidy. Il collabore au Dictionnaire historique, géographique et statistique du Canton de Vaud d'Eugène Mottaz et au Dictionnaire historique et biographique de la Suisse. Ses études consacrées entre autres à l'histoire de l'Église au Moyen Age, aux institutions communales lausannoises ont été publiées dans les Mémoires et documents de la Société d'histoire de la Suisse et dans de nombreuses revues suisses et étrangères.

## Sources
- Fonds : Maxime Reymond (1331 - 1989) [0,70 mètre linéaire].  Cote : CH-000053-1 P Reymond (Maxime). Archives cantonales vaudoises (présentation en ligne).
- « Maxime Reymond », sur la base de données des personnalités vaudoises sur la plateforme « Patrinum » de la Bibliothèque cantonale et universitaire de Lausanne.
- Eugène Mottaz, « Maxime Reymond », in Revue historique vaudoise, 1951, p. 41-42
- Gilbert Coutaz, « Deux personnalités de la recherche historique disparaissaient il y a cinquante ans : Eugène Mottaz et Maxime Reymond », in Revue historique vaudoise, 2001, p. 189-204, sites et références mentionnés
- SVHA: Historique SVHA
- « Maxime Reymond » dans le Dictionnaire historique de la Suisse en ligne..